# 沃爾科沃站
沃爾科沃站（羅馬化：Volkovskaya）是聖彼得堡地鐵伏龍芝－海濱線的一個車站。沃爾科沃站開通於2008年12月20日，當時是伏龍芝－海濱線在東南端的起點車站。